# Badvel
Badvel ist eine Stadt im indischen Bundesstaat Andhra Pradesh.
Die Stadt ist Teil des Distrikts YSR. Badvel hat den Status einer Municipality. Die Stadt ist in 15 Wards gegliedert. Sie hatte am Stichtag der Volkszählung 2011 insgesamt 70.626 Einwohner.

## Söhne und Töchter
- Paul Prakash Saginala (* 1960), römisch-katholischer Bischof von Cuddapah